# Het B-Gevaar
Het B-Gevaar is het tweede stripverhaal van Nero. De eerste negen klassieke avonturen verschenen onder de titel De avonturen van detective Van Zwam. De reeks wordt getekend door striptekenaar Marc Sleen. De Nieuwe Gids publiceerde voorpublicaties tussen 10 januari 1948 en 18 mei 1948, de eerste albumuitgave verscheen in 1948.

## Hoofdrollen
- Detective Van Zwam
- Nero
- Nonkel Isidoor
- Jef Pedal
- Matsuoka (vernoemd naar Yosuke Matsuoka)

## Plot
Van Zwams oom (of zoals het in het Vlaams uitgedrukt wordt: nonkel) Isidoor blijkt overleden. De notaris vertelt Van Zwam dat hij Isidoors ganse fortuin erft, maar Van Zwam moet het wel zelf vinden op de Grote Markt van Sint-Niklaas. Tijdens een overnachting in een hotel wordt het testament echter gestolen. Van Zwam besluit op onderzoek te gaan en trekt de kelders van het Oude Stadhuis binnen. Daar komt hij zijn oom Isidoor levend en wel tegen terwijl die trompet speelt. Voor Van Zwam van zijn verbazing bekomen is, achtervolgt Isidoor hem met de bedoeling hem "doof te blazen". Van Zwam stort in een afgrond, maar het bleek maar een nachtmerrie te zijn. Hij blijkt in het ziekenhuis te liggen. De gaslucht in de kelders van het stadhuis hadden hem bedwelmd en men heeft hem vervolgens in het hospitaal ondergebracht.
Van Zwam heeft genoeg van de situatie en overweegt naar huis terug te keren, maar ziet tot twee keer toe nonkel Isidoor voorbijwandelen. Van Zwam achtervolgt Isidoor tot in de kelders van het stadhuis waar hij verwelkomd wordt door Matsuoka, de schurk uit het vorige Neroverhaal Het Geheim van Matsuoka. Van Zwam verraadt zichzelf door te niezen en wordt door Matsuoka uitgenodigd op een speciale stoel te gaan zitten. De stoel blijkt echter het "B-Gevaar" te zijn: het toestel is in staat mensen jonger en ouder te maken. Nonkel Isidoor werd door het toestel weer tot leven gewekt, wat verklaart waardoor hij nu levend en wel rondloopt. Matsuoka verjongt Van Zwam tot hij vijf jaar oud is. Van Zwam eist dat Matsuoka hem onmiddellijk zijn oude gedaante teruggeeft en slaat hem een blauw oog. Matsuoka bedreigt Van Zwam met een mes, maar nonkel Isidoor slaat de Japanner bewusteloos met zijn wandelstok. Isidoor beveelt Van Zwam te vluchten, maar deze besluit de politie te verwittigen. De champetter stuurt Van Zwam echter naar school, maar Van Zwam slaagt erin weggestuurd te worden. Eenmaal buiten loopt hij weer de champetter tegen het lijf die na een vechtpartij Van Zwam met zijn gummiknuppel neermept. Nero is echter getuige van het gevecht en grijpt in. Van Zwam vertelt Nero vervolgens wat er gebeurd is en ze keren terug naar het stadhuis. De champetter wil hen tegenhouden omdat de kelders dichtgemetseld zullen worden. Nero en Van Zwam weten toch binnen te dringen, wat de champetter achteraf niet zo erg vindt omdat hij ze nu voor eeuwig kwijt is in het dichtgemetselde gebouw.
Van Zwam en Nero ontdekken dat Matsuoka net op het punt staat nonkel Isidoor via het B-Gevaar weer te laten overlijden. Ze grijpen in, maar worden beiden uitgeschakeld. Nero wordt zo ver in het verleden verjongd dat er niets van hem overblijft. Nonkel Isidoor wordt in een kist opgesloten en fungeert voortaan als Matsuoka's radio. Van Zwam wordt verjongd tot hij een baby is en dan aan een ooievaar meegegeven die hem bij een jong gezin dropt. De champetter heeft inmiddels berouw gekregen en besluit Van Zwam en Nero uit te graven, samen met Jef Pedal die hij toevallig is tegengekomen. Hij dringt binnen, maar gaat per ongeluk op het B-Gevaar zitten waardoor ook hij vijf jaar oud wordt. Matsuoka schopt hem de kelder uit waarna de agent huilend naar Jef Pedal loopt. Pedal besluit zelf naar binnen te gaan, maar Matsuoka laat via een hendel de kelder instorten. De champetter redt Pedal uit de ingestorte gang. Ze geven de moed niet op en besluiten een kuil te graven boven de plek waar Matsuoka's ondergrondse schuilplaats moet zijn. Ze vallen bovenop Matsuoka, bevrijden Isidoor en bezorgen Nero en de champetter hun oude gedaante weer terug. Matsuoka weet echter te ontsnappen en Nero en Jef besluiten Van Zwam te zoeken. Nonkel Isidoor blijft inmiddels in de kelder achter en legt zijn vest op het B-Gevaar. Nadat hij de machine aanzet blijkt er plots een tweede nonkel Isidoor in de stoel te zitten.
Pedal en Nero ontdekken ondertussen waar Van Zwam zit en stelen de baby van een man die beweert een baby te hebben die altijd "Zwam Zwam" zegt. Per ongeluk stelen ze het kind van de tante van de man en verouderen dus de verkeerde baby. Nonkel Isidoor en zijn dubbelganger ruziën ondertussen over wie van hen de echte is en besluiten een vuurduel te houden. Doordat hun kogels tegen elkaar afketsen eindigt het duel onbeslist. Een oude vrouw die nieuwsgierig in de kuil die Pedal en de champetter hadden gegraven kijkt, valt in de put en gaat op het B-Gevaar zitten. Ze wordt ook verjongd tot de achttienjarige Isabel en zal later in het verhaal de vrouw worden van Jef Pedal. Nero en Jef gaan opnieuw op zoek naar Van Zwam en weten de baby eindelijk te stelen. Als ze terugkeren naar de kelders blijkt Matsuoka het B-Gevaar te hebben gestolen en nonkel Isidoors tweelingbroer en Isabel te hebben ontvoerd. Nero, Jef Pedal, Isidoor en Van Zwam zetten de achtervolging en komen te weten dat Matsuoka zich in een kasteel in Rupelmonde schuilhoudt. Daar richt hij met behulp van het B-Gevaar een leger op door een sterke jongeman 27 keer te klonen. Jef Pedal heeft inmiddels Van Zwam wat verouderd tot de leeftijd van vijf jaar door hem boven op een plank op een grammofoon te zetten en deze vervolgens te laten ronddraaien. Van Zwam, Nero, Isidoor en Jef Pedal hebben inmiddels ontdekt waar het kasteel is, maar doordat een snoek in de rivier zwemt kunnen ze niet overzwemmen. Van Zwam komt op het idee Jef met enkele luchtballons te laten overvliegen. Matsuoka kan echter de slaap niet vatten en kijkt naar buiten. Daar merkt hij Jef op en doorzeeft de ballons met een mitrailleur. Jef stort neer, wordt opgesloten, maar weet te ontsnappen en Isabel te vinden. Nero, Van Zwam en later ook Isidoor hebben de snoek tam gemaakt en varen op zijn rug naar het kasteel. Verschillende bewakers worden uitgeschakeld en Van Zwam wordt opnieuw verouderd. De bewakers worden allemaal op het B-Gevaar gezet waardoor ze weer verdwijnen. Matsuoka, die met Isabel wil trouwen, tracht haar met een serum in te spuiten dat haar vriendelijk moet maken. Nero valt echter binnen en wordt per ongeluk zelf ingespoten, waarna hij met Matsuoka besluit samen te werken en Jef, Isabelle en Isidoors handlanger met een molensteen om de hals in de rivier smijt. Als het serum uitgewerkt is beseft Nero wat hij heeft gedaan en gooit vervolgens Matsuoka zelf in het water. De snoek redt echter Jef, Isabelle en Isidoor en brengt hen naar de oppervlakte. Matsuoka, die niet kan zwemmen, lijkt in strook 206 opgegeten te worden door de snoek. (Schijn bedriegt, aangezien hij in het volgende album Het Zeespook weer terugkeerde). Nonkel Isidoor en zijn dubbelganger besluiten zichzelf te verjongen met behulp van het B-Gevaar en worden twee knappe jongemannen. Ze smijten het toestel hierna in de rivier. Twee dagen later huwen Jef Pedal en Isabel en schenkt Isidoor zijn erfenis aan het jonge paar.

## Achtergrondinformatie bij het album
In juli 1948 verscheen van dit verhaal een album bij N.V. De Gids. De vormgeving was dezelfde als bij het eerste album, maar omdat het verhaal 100 plaatjes meer telde, werd de prijs verdubbeld tot 'slechts' twintig frank. De titel werd afgeleid van de benaming, Het A-Gevaar, waarbij de "A" voor de atoombom staat. Het massavernietigingswapen was in 1945 voor het eerst gebruikt om Hiroshima en Nagasaki in Japan te bombarderen.
Voor de heruitgave van 1961 is het album hertekend door Hugo de Reymaeker.

### Dubbelmotieven
Een van de thema's in Het B-gevaar is het vermenigvuldigen van personages. Nonkel Isidoor krijgt bijvoorbeeld een perfecte dubbelganger en een stoere jongeman wordt wel 27 keer gekloond. Het inhoudelijke verdubbel- of kloon-thema is ook terug te vinden in de vorm, namelijk in verschillende elementen van het decor. Zo wordt het ondergrondse rijk van Matsuoka ondersteund door een oneindige reeks van zuilen (stroken 11, 29, 49 en 70). Ze kondigen Matsuoka's gekloond legertje van identieke soldaten aan.

## Achtergronden bij het verhaal
- In stroken 79 tot 82 speelt Pollopof, een van Sleens andere strippersonages een cameorolletje. Deze stop comic liep destijds in het weekblad Ons Volk.
- In strook 121 verwijst de ingestorte brug over de Schelde naar de bombardementen in de Tweede Wereldoorlog.
- In strook 150 speelt Nonkel Isidoor J' Attendrai (1939) van Rina Ketty op zijn trompet.
- Als Nero in strook 190 Matsuoka helpt zegt Isabelle verschrikt: "Nero! Ge collaboreert." De collaboratieprocessen waren destijds voorpaginanieuws in alle kranten.
- Wanneer in strook 205 Matsuoka verslagen is en nonkel Isidoor en zijn dubbelganger ruzie beginnen te maken met Van Zwam zegt Nero: "Zo gaat het altijd! Zodra de gemeenschappelijke vijand overwonnen is, beginnen ze onder elkaar ruzie te maken." Een verwijzing naar de Verenigde Staten en Sovjet-Unie die tijdens de Tweede Wereldoorlog samen tegen nazi-Duitsland vochten, maar na de oorlog elkaars vijand werden in de Koude Oorlog.
- De verjongde nonkel Isidoor zegt in strook 207 tegen zijn dubbelganger: "Ge lijkt op Clark Gable!", waarop de andere spottend zegt: "En gij op Greta Garbo!"
- In strook 208 wandelt Marc Sleen voorbij als ober.
- Ook in andere Nero-albums worden de hoofdpersonages verjongd. In De X-Bom (1955) krijgen Petoetje en Petatje de volwassen lichamen van Nero en Madam Pheip en andersom. In het album De V-Machine (1979) bouwt Adhemar een verjongingsmachine en in De Adhemarbonbons (1990) vindt hij bonbons uit die mensen vijf jaar oud kunnen maken.
- Er is in Brussel een stripwinkel die zich Het B-Gevaar noemt.
- In de stripreeks De Kiekeboes door Merho wordt in het album Blond en BlauW (1999) op zeker moment naar dit album verwezen. Een vrouw, Bé De Laer, beweert dat Van De Kasseien haar buitenechtelijke vader is. Van De Kasseien besluit een DNA-test te laten doen en zegt in strook 14: "Ik mag geen enkel risico nemen. Ik moet het Bé-gevaar afwenden."